# جامعة بورت إليزابيث
كانت جامعة بورت إليزابيث (بالإنجليزية: University of Port Elizabeth)‏ UPE جامعة عامة تقع في بورت إليزابيث في مقاطعة كيب الشرقية في جنوب إفريقيا. تأسست في 31 يناير 1964، بموجب قانون برلماني، وعقدت عامها الدراسي الأول في عام 1965. وقدمت درجات البكالوريوس والماجستير والدكتوراه. أغلقت الجامعة في عام 2004، حيث أصبحت جزءًا من جامعة نيلسون مانديلا، التي افتتحت في عام 2005.

## التاريخ
تأسست الجامعة كمؤسسة مزدوجة متوسطة، تقدم دورات باللغتين الإنجليزية والأفريقانية، وقبل إنشاءالجامعة، قدمت جامعة رودس دورات في بورت إليزابيث. وأراد الحزب الوطني الحاكم جامعة جديدة، حيث حاول الحد من تأثير جامعة رودس، الذي كان يُنظر إلى توجهها على أنه ليبرالي.
وفي عام 2001، سيطرت جامعة بورت إليزابيث على كلية دوير للتعليم. وكان هذا متماشياً مع خطة للكليات التعليمية التي تعتزم التحول إلى أقسام للجامعات والتكنولوجيا.
كجزء من خطة الحكومة للتعليم العالي، دُمج حرم جامعة بورت إليزابيث بجامعة فيستا في جامعة بورت إليزابيث في عام 2004.
وفي عام 2003، أٌعلن عن اقتراح الاندماج لجامعة نيلسون مانديلا متروبوليتان (NMMU).
أٌغلِقت جامعة بورت إليزابيث بشكل تام بعد العام الدراسي 2004، ودُمجت مع جامعة نيلسون مانديلا في 1 يناير 2005.

## الحرم الجامعي
كان الحرم الجامعي الأولي للجامعة يقع في بيرد ستريت، في وسط بورت إليزابيث، والذي سبق أن استخدمته جامعة رودس.
في يناير 1974، انتقلت الجامعة إلى الحرم الجامعي الذي بُنيَ على مساحة 800 هكتار من الأراضي في سمرستراند.
تم بيع حرم بيرد ستريت خلال التسعينات.
أصبح حرم وير لاحقًا جزءًا من كلية بيتيلسدورب التقنية، التي دُمجت في نهاية المطاف في كلية بورت إليزابيث في عام 2002.
تم الحصول على حرم فيستا من خلال الاندماج مع حرم جامعة بورت إليزابيث بجامعة فيستا.
بعد اندماج جامعة جامعة نيلسون مانديلا متروبوليتان، أصبح حرم جامعة بورت إليزابيث الرئيسي هو الحرم الجامعي الجنوبي للجامعة الجديدة، والذي كان أكبر حرم جامعي في نصف الكرة الجنوبي.

## الكليات
كان في الجامعة ست كليات. وهي: الآداب، والتعليم، والعلوم الاقتصادية، والعلوم، والقانون، والعلوم الصحية.

## رياضة
عرضت جامعة بورت إليزابيث العديد من الألعاب الرياضية، بما في ذلك كرة القدم والرجبي والكريكيت. كان الحرم الجامعي الرئيسي يضم استاد جامعة بورت إليزابيث، والذي جُهِز بمسار تشغيل جميع الأحوال الجوية وأضواء كاشفة. كما كانت الجامعة تدير أيضًا نادي كرة قدم محترف، FCK-UPE، بالتعاون مع نادي كوبنهاغن.